# Die Rose von Stambul (1953)
Die Rose von Stambul ist ein deutscher Operetten- und Revuefilm von Regisseur Karl Anton aus dem Jahr 1953. Er basiert auf der gleichnamigen Operette von Leo Fall aus dem Jahr 1916, wobei die Handlung in die Gegenwart verlegt wurde.

## Handlung
Mehemed Pascha möchte, dass seine in Wien lebende Nichte Kondja den ebenfalls dort weilenden, ihr noch unbekannten Diplomaten Achmed Bey heiraten soll. Die Nichte ihrerseits verehrt einen Komponisten, den sie nicht persönlich kennt. Der unerwartete Tod des Paschas veranlasst sie wie auch Achmed, in die Türkei zurückzukehren. Das Testament bestimmt, dass die beiden eine Ehe auf Zeit einzugehen haben. So lassen sie sich darauf ein und erfahren, dass sie sich auch wirklich lieben, zumal sich herausstellt, dass Achmed und der von Kondja verehrte Komponist ein und dieselbe Person sind. Natürlich ist auch Kondjas Onkel, der seinen Tod nur vorgetäuscht hatte, mit diesem Bräutigam einverstanden.

## Produktionsnotizen
Der Film wurde im Atelier Berlin-Tempelhof gedreht. Die Außenaufnahmen entstanden in Istanbul. Die Bauten schufen Erich Kettelhut und Max Vorwerg. Als Sänger sind zu hören Herbert Ernst Groh, Ursula Ackermann, Kurt Reimann und Rasma Ducat. Es spielen das Orchester Egon Kaiser und das FFB-Orchester. Die Uraufführung erfolgte am 7. Mai 1953 im Aegi in Hannover.

## Kritik
„Verwechslungsklamauk, kitschige Orientromantik und üppige Haremsdamen in einer ‚modernisierten‘ Verfilmung der Operette von Leo Fall.“